# Piratini
Piratini è un comune del Brasile nello Stato del Rio Grande do Sul, parte della mesoregione del Sudeste Rio-Grandense e della microregione delle Serras de Sudeste.

## Storia
Fu fondata nel 1789 da un gruppo di quattro famiglie provenienti dalle Azzorre. Tra il 1835 ed il 1839, durante la guerra dei Farrapos, fu proclamata capitale della Repubblica Riograndense.